# Edificio GIO
L'Edificio GIO (in inglese: GIO Building), già noto come l'Edificio Sun (in inglese: Sun Building), è uno storico edificio commerciale di Sydney in Australia.

## Storia
L'edificio venne fatto erigere dal quotidiano australiano Sun Newspaper come nuova sede dei propri uffici. Il progetto venne selezionato tramite un concorso appositamente indetto nel 1926. Le proposte vennero giudicate dal professor Leslie Wilkinson, decano della facoltà di architettura dell'Università di Sydney, e da Kingsley Henderson, un affermato architetto di Melbourne il cui studio d'architettura è responsabile del progetto di diversi importanti edifici per uffici costruiti in tutta l'Australia tra gli anni 1920 e gli inizi degli anni 1930. A essere selezionato vincitore fu il piano redatto dell'architetto Joseph Kethel; E. Leslie James fece da ingegnere strutturale per il progetto.
La proprietà passò il 15 giugno 1955 al Government Insurance Office (GIO). Gli interni dell'edificio venne allora pesantemente ristrutturato, sancendo la perdita di molte delle finiture originarie.

## Descrizione
L'edificio, situato nel CBD di Sydney, presenta uno stile neogotico. È attiguo all'Edificio APA.

## Galleria d'immagini

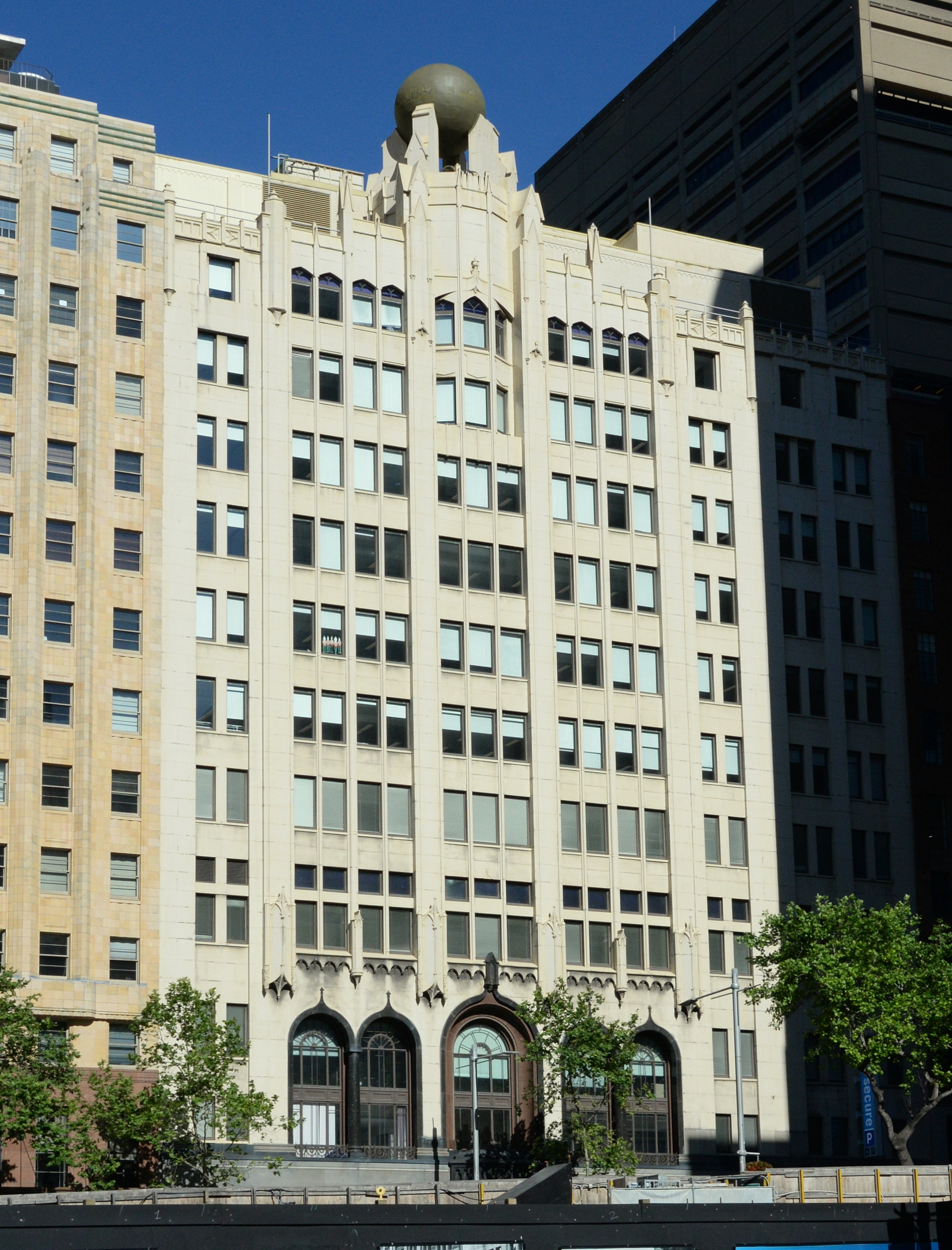
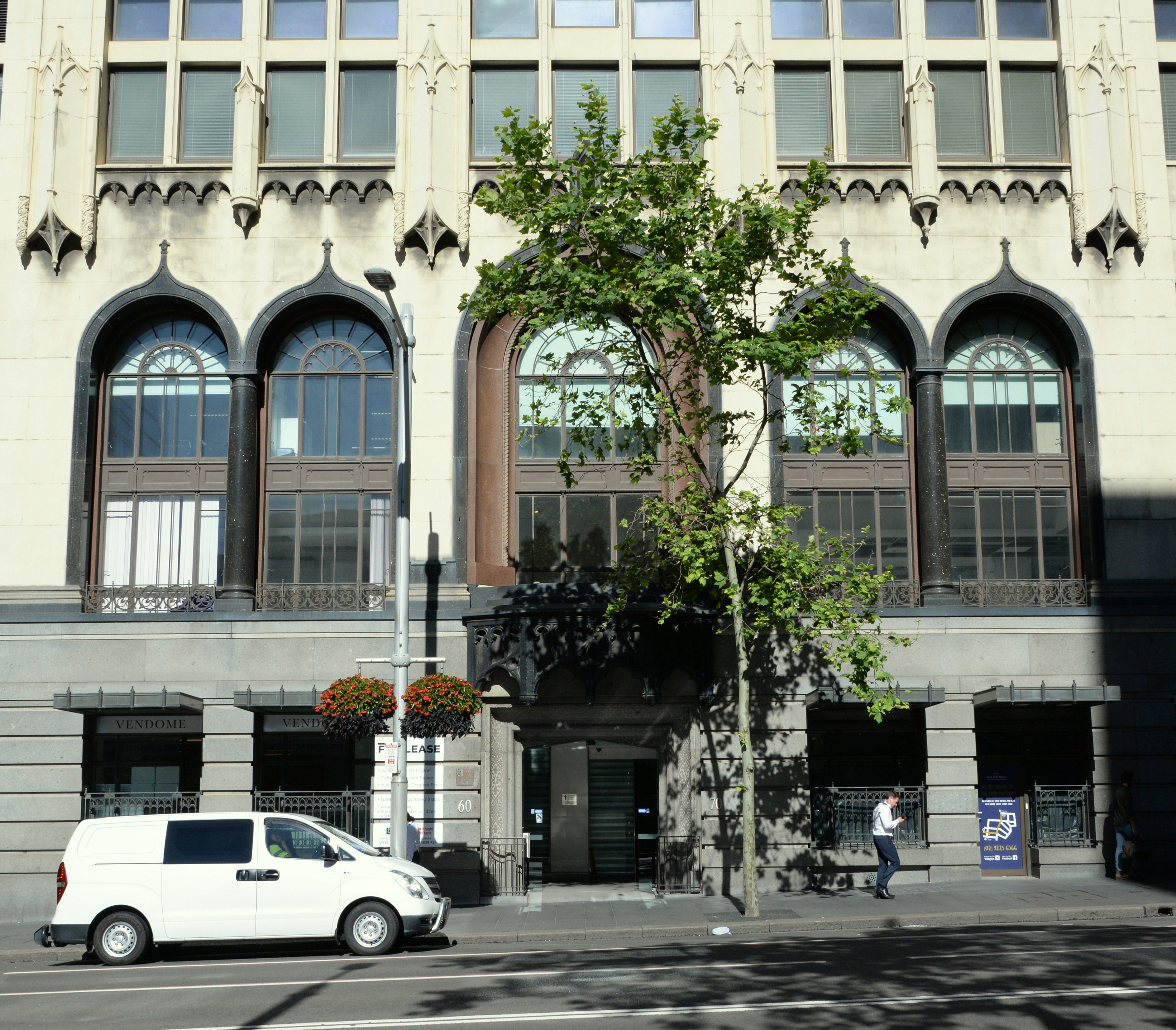
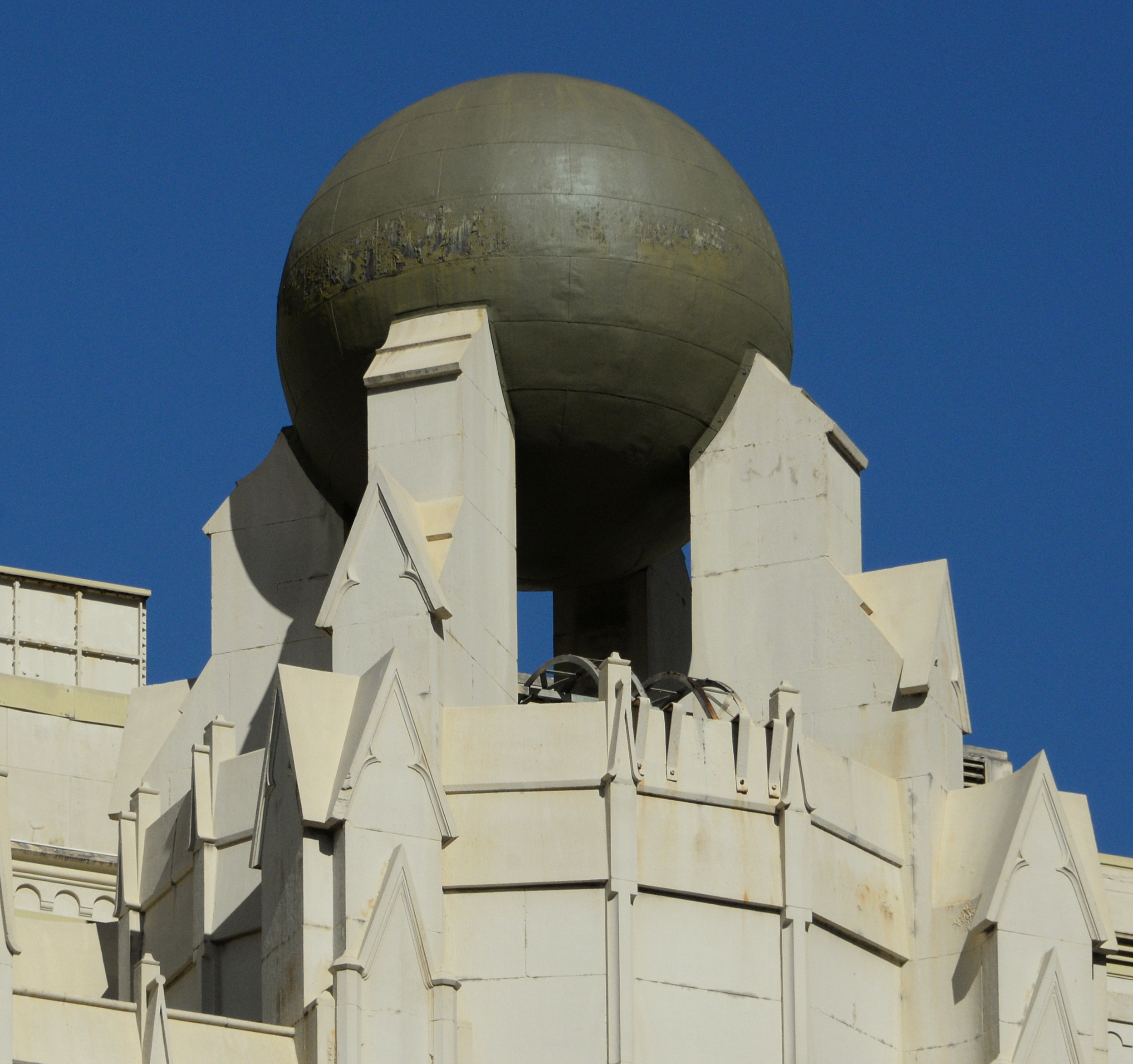